# Pabuaran (Pabuaran)
Pabuaran is een bestuurslaag in het regentschap Subang van de provincie West-Java, Indonesië. Pabuaran telt 11.133 inwoners (volkstelling 2010).